# 王秀珍 (1934年)
王秀珍（1934年—），女，辽宁辽阳人，中华人民共和国政治人物。

## 生平
王秀珍是辽宁省辽阳市弓长岭区安平乡安平村人。早年在辽阳纺织厂工作，后担任车间副工长。1956年后，进入上海国棉三十厂工作。1966年，开始参与文革运动，并当选为国棉三十厂文化革命委员会主任。此后组织一月风暴，紧跟王洪文参与夺权并成立上海人民公社。此后当选为上海市革命委员会副主任，1971年，任中共上海市委书记。文化大革命结束后，1977年1月王秀珍被离职审查，次年被开除党籍。1982年，被上海市高级人民法院判处有期徒刑17年。